# Championnats du monde de gymnastique aérobic
Les Championnats du monde de gymnastique aérobic sont organisés depuis 1995, date de leur première édition.
| Année | Édition | Ville hôte | Pays         |
| ----- | ------- | ---------- | ------------ |
| 1995  | I       | Paris      | France       |
| 1996  | II      | La Haye    | Pays-Bas     |
| 1997  | III     | Perth      | Australie    |
| 1998  | IV      | Catane     | Italie       |
| 1999  | V       | Hanovre    | Allemagne    |
| 2000  | VI      | Riesa      | Allemagne    |
| 2002  | VII     | Klaipėda   | Lituanie     |
| 2004  | VIII    | Sofia      | Bulgarie     |
| 2006  | IX      | Nankin     | Chine        |
| 2008  | X       | Ulm        | Allemagne    |
| 2010  | XI      | Rodez      | France       |
| 2012  | XII     | Sofia      | Bulgarie     |
| 2014  | XIII    | Cancún     | Mexique      |
| 2016  | XIV     | Incheon    | Corée du Sud |
| 2018  | XV      | Guimarães  | Portugal     |
| 2021  | XVI     | Bakou      | Azerbaïdjan  |
| 2022  | XVII    | Guimarães  | Portugal     |
| 2024  | XVII    | Pesaro     | Italie       |